# 742. pehotni polk (Wehrmacht)
Za druge 742. polke glejte 742. polk.
742. pehotni polk (izvirno nemško Infanterie-Regiment 742) je bil eden izmed pehotnih polkov v sestavi redne nemške kopenske vojske med drugo svetovno vojno.

## Zgodovina
Polk je bil ustanovljen 11. aprila 1941 kot polk 15. vala na področju WK II iz nadomestnih enot za potrebe zasedbenih nalog na Norveškem; polk je bil dodeljen 702. pehotni diviziji.
15. oktobra 1942 je bil polk preimenovan v 742. grenadirski polk.